# 942 до н. е.

## Померли
- Цар VIII Вавилонської династії Нінурта-кудурі-уцур II, на престол піднявся Мар-біті-ахе-ідін.